# Jeremy Swayman
Jeremy Swayman, född 24 november 1998, är en amerikansk professionell ishockeymålvakt som spelar för Boston Bruins i National Hockey League (NHL).
Han har tidigare spelat för Providence Bruins i American Hockey League (AHL); Maine Black Bears i National Collegiate Athletic Association (NCAA) samt Sioux Falls Stampede i United States Hockey League (USHL).
Swayman draftades av Boston Bruins i fjärde rundan i 2017 års draft som 111:e spelare totalt.